# Горошевский, Эрик Генрихович
Эрик Генрихович Горошевский (17 октября 1944 года, пос. Рыбачье, близ озера Иссык-Куль, Киргизская ССР — сентябрь 2006 года, Санкт-Петербург) — советский и российский актёр, режиссёр.

## Биография
Эрик Генрихович Горошевский родился 17 октября 1944 года в эвакуации (посёлок Рыбачье, Киргизская ССР, недалеко от озера Иссык-Куль. Его мать, Муза Ивановна Пашкова, по профессии — инженер в Институте Охраны Труда (Ленинград), а отец во время второй мировой войны служил в польской Армии Людовой и погиб в 1944 году. В 1945 году переехал в Ленинград.
В 1975 году окончил факультет драматического искусства ЛГИТМиКа (отделение режиссуры, мастерская Г. А. Товстоногова). После окончания института работал в Кировском и Пермском драматических театрах.
В 1978 году вернулся в Ленинград и основал театр-студию «Радуга», работал в направлении «сенси-арт» («искреннее искусство»). Репетировали в подвалах, на чердаках, в различных домах культуры. В театре-студии работали любители, в основном это были студенты. В это время он знакомится с Джорджем Гуницким, который принёс ему для постановки свою пьесу «Метаморфозы положительного героя». Эрик Генрихович взял её в работу, и в труппу студии вошёл весь коллектив рок-группы «Аквариум»: Борис Гребенщиков, Андрей (Дюша) Романов, Всеволод Гаккель, Анатолий (Джордж) Гуницкий и другие, которые в основном играли в оркестре театра. Среди других участников коллектива театра — Владимир Болучевский, композиторы Владимир Диканский, Андрей Тихомиров. В то время студия располагалась в ленинградском Доме Архитектора, где были показаны нашумевшие спектакли «Невский проспект» и «Метаморфозы положительного героя» Джорджа Гуницкого.
В театре-студии «Радуга» на спектакле «Сид», который поставил Эрик Горошевский, песню «Город золотой» в исполнении Леонида Тихомирова впервые услышал Борис Гребенщиков. Песня настолько поразила Гребенщикова, что он уже в антракте пытался выяснить у Горошевского, откуда она взялась и кто её авторы. Режиссёр сказал, что просто услышал песню у одного из бардов, который и сам не знал, кто её автор. «В течение пяти минут я перенял, как она играется — лучше песни на русском языке я не слышал никогда», — вспоминал Гребенщиков.
В 1979 году организовал театр «Глобус». В 1981 году стал членом «Клуба-81», творческого объединения литераторов. Печатался в журнале «Часы» под псевдонимом «А. Булатов».
В 80-е годы XX века создал в Ленинграде театральную «5-я студию». Потом на основе этой студии возник «Театр реального искусства». Первые постановки театра: «Три фотографии из жизни Монахова» А. Битова, «Подруга скорбящих» по повести Н. Уэста, «Придверие» по пьесе А. Попова.
В 2003 году вместе с Е. В. Ноевой стал учредителем Санкт-Петербургского камерного театра. В последние годы жизни работал режиссёром в Детской Филармонии.

Об Эрике нужно сказать особо. Каким-то непонятным образом этот человек создавал вокруг себя атмосферу постоянного праздника. Говорил ли он с вами о театре или об оперном искусстве, в котором был сведущ не меньше, чем в драматическом, или о традиции чайной церемонии в средневековом Китае, речь его всегда была чарующей и изобиловала самыми неожиданными деталями и подробностями. Меня всегда удивляло, откуда он может знать, как накрывали стол во Флоренции ХV века или какие сосуды были у тибетских монахов и т. д. Общение с ним всегда было праздником — ярким, радостным, веселым. Было в этих праздниках что-то итальянское, резко выделяющее их из окружавших нашу жизнь тогда серых будней. Эрика, конечно, в жизни всегда сопровождали люди. Знаменитые, хорошо оплачиваемые актеры охотно соглашались работать с Эриком бесплатно, лишь бы общаться с ним как с режиссером и как с человеком. Среди выходцев из его студии были, например, известный музыкант Сергей Курехин, музыкант и рок-поэт Борис Гребенщиков и др., тоже, кстати сказать, бывавшие в «Сайгоне» вместе со своими друзьями из рок-клуба. Эрик, на мой взгляд, был одним из тех, немногих людей, которые создавали и хранили саму атмосферу «свободной культуры», атмосферу, в которой жили все остальные, атмосферу, которая влекла к себе всех, кто мог ее ощущать. Вклад таких людей в культуру не измеряется только конкретными произведениями, но вклад этот, возможно, более значителен, чем все остальное.
                                                                                          П. Брандт. «Джентльмены из Подмосковья»

Умер от инфаркта в 2006 году, похоронен на Смоленском кладбище (Санкт-Петербург).

## Публикации
- Булатов А. Кто будет играть на сцене в 1999 году? // Часы. 1983. № 43;
- Точка входа в историческую драму. Нарисуйте «Сайгон»… // Сумерки «Сайгона»: сб. / Сост., общ. ред. и предисл. Ю. М. Валиевой. СПб.: Zamizdat, 2009.